# Sanctus
Sanctus (lat. sanctus »posvećen, svet«; sancire »učiniti nepovredivim, posvetiti«) je svečana pohvalna pjesma koju pjeva zbor (nekada schola cantorum) na misi pošto svećenik otpjeva predslovlje, a temelji se na Izaijinom viđenju serafina kako pjevaju u čast Bogu (Izaija 6,2—6), te ponavlja trostruko »Svet, Svet, Svet« i nastavlja: »Gospodin Bog, Sabaot. Puna su nebesa i zemlja tvoje slave.«
Drugi dio ove pohvalne pjesme preuzet je iz evanđeoskih izvještaja o Isusovu mesijanskom ulasku u Jeruzalem, kad su mu klicali mušući palminim granama. Tako ovaj drugi dio glasi: »Hosana u visini! Blagoslovljen koji dolazi u ime Gospodnje! Hosana u visini!«
Po završenom himnu započinje središinji dio euharistijske molitve u kojem svećenik ponavlja Isusove riječi ustanovljenja Euharistije.
Sanctus predstavlja jedan od nepromijenjivih dijelova mise, a u skladbama čini cjelinu s dijelovima Kyrie, Gloria i Agnus Dei. U gregorijanskom pjevanju tome valja pridodati i završni Ite missa est.
Prema zbirci Liber pontificalis, za vrijeme svog pontifikata, papa Siksto I. donio je odluku da nakon predslovlja u misi, svećenik mora zajedno s narodom recitirati Sanctus.
| Portal:Kršćanstvo | Portal: Kršćanstvo |